# After Forever (album)
After Forever is het vijfde en laatste muziekalbum van de Nederlandse metalband After Forever. Alle teksten op dit album kwamen van Floor Jansen.

## Tracklist
1. Discord 4:37
2. Evoke 4.24
3. Transitory 3.29
4. Energize Me 3.10
5. Equally Destructive 3.32
6. Withering Time 4.32
7. De-Energized 5.10
8. Cry With A Smile 4.25
9. Envision 3.57
10. Who I Am 4.36
11. Dreamflight 11.10
12. Empty Memories 4.56

Limited edition bonus track-bonustracks:
1. Lonely 3.24

## Credits
- Floor Jansen – zang
- Sander Gommans – gitaar, grunts
- Bas Maas – gitaar
- Luuk van Gerven – basgitaar
- Joost van den Broek – keyboards
- André Borgman – drumstel